# Vilma Matthijs Holmberg
Vilma Matthijs Holmberg (* 25. Februar 1999 in Stockholm, Schweden) ist eine schwedische Handballspielerin, die für den französischen Erstligisten Chambray Touraine Handball aufläuft.

## Karriere

### Im Verein
Vilma Matthijs Holmberg begann das Handballspielen beim schwedischen Verein KFUM Ulricehamn. Im Jahr 2015 wechselte die Kreisspielerin zu Tyresö Handboll. Ab der Saison 2016/17 gehörte die Rechtshänderin dem Kader der Damenmannschaft von Tyresö an, mit der sie in der Allsvenskan antrat. Nachdem Tyresö im Jahr 2018 im Aufstiegsspiel an Skara HF gescheitert war, schloss sie sich dem Erstligisten Skuru IK an. Mit Skuru stand sie in der Saison 2018/19 im Finale um die schwedische Meisterschaft, das gegen IK Sävehof verloren ging. Zwei Jahre später zog sie ein weiteres Mal in das Finale ein, in dem diesmal Skuru als schwedischer Meister hervorging. Weiterhin gewann sie 2022 den schwedischen Pokal. Im Sommer 2022 schloss sie sich dem deutschen Bundesligisten Thüringer HC an. Im Sommer 2024 wechselte sie zum französischen Erstligisten Chambray Touraine Handball.

### In der Nationalmannschaft
Vilma Matthijs Holmberg lief für die schwedische Juniorinnenauswahl auf. Für diese Mannschaft nahm sie an der U-19-Europameisterschaft 2017 und an der U-20-Weltmeisterschaft 2018 teil. Als nach dem Hinspiel der WM-Qualifikation 2021 gegen die Ukraine durch mehrere positive Coronafälle der komplette schwedische Kader pausieren musste, wurde kurzerhand für das Rückspiel eine neue Mannschaft zusammengestellt. Infolgedessen gab Holmberg am 21. April 2021 ihr Länderspieldebüt für die schwedische Nationalmannschaft. Bei der Weltmeisterschaft 2021, bei der Schweden den fünften Platz belegte, wirkte sie in drei Partien mit und erzielte zwei Treffer.

## Sonstiges
Ihre Mutter Anette Matthijs Holmberg gehörte ebenfalls dem Kader der schwedischen Handballnationalmannschaft an. Weiterhin läuft ihre Cousine Tilda Matthijs in der höchsten schwedischen Handballliga auf.